# 緊急災害対応アライアンス「SEMA」
緊急災害対応アライアンス「SEMA」（きんきゅうさいがいたいおうアライアンス シーマ、Social Emergency Management Alliance）は、日本国内において大規模自然災害が発生した際に、民間企業とNPOが連携し、ワンストップで企業が持つ物資およびサービス等の支援を提供する組織である。事務局はLINEヤフー（Yahoo! JAPAN）が務めている。なお、『SEMA』は「Social Emergency Management Alliance」の略称である。

## 概要
ヤフー（Yahoo! JAPAN）をはじめとする、災害支援を実施する民間企業17社およびNPO6団体により、2011年の東日本大震災をきっかけに、企業やCSO、政府が災害支援のためにセクターや国境を越え相互に協力していく仕組みが必要な体制であると確信し、2017年7月31日に設立された。多くのリソース（資源）として、緊急時に必要とされる資金および支援物資の調達、物資および人員の輸送、通信等のサービス、技術者を含む専門家や社員ボランティア等を持っている。各種企業と緊急災害時の現場にて経験ありのCSOが災害発生時より共同で有事を想定し、支援計画を策定した上で準備する。緊急事態の際はメンバー企業が対策本部に集結し、支援活動を行う。
2018年に発災した平成30年7月豪雨（西日本豪雨）の際に初めて稼働した。7月6日より、大規模災害が発生する可能性が高まったとして、加盟企業やNPOとの連絡を開始しており、同年7月7日に支援開始を決定し、同年7月8日より加盟NPOを通じて救援物資を提供した。

## 実施内容
1. CSOが被災地に入り、被災者からヒアリングを受け、現地ニーズの把握を行う[6]。
2. 現地ニーズに基づいて、民間企業との間で調整し、支援物資を必要とされる量で提供する[6]。
3. 支援物資を、加盟企業の協力によって被災地へと輸送され、市民団体により被災者に届ける[6]。